# Jeceaba
Jeceaba är en kommun i Brasilien.   Den ligger i delstaten Minas Gerais, i den sydöstra delen av landet, 700 km sydost om huvudstaden Brasília. Antalet invånare är 5 396.
Omgivningarna runt Jeceaba är huvudsakligen savann. Runt Jeceaba är det ganska tätbefolkat, med 83 invånare per kvadratkilometer.